# Hemigraphis prostrata
Hemigraphis prostrata är en akantusväxtart som beskrevs av Hallier f.. Hemigraphis prostrata ingår i släktet Hemigraphis och familjen akantusväxter. Inga underarter finns listade i Catalogue of Life.